# Chanderi
Chanderi és una vila i fortalesa al districte d'Ashoknagar a Madhya Pradesh, Índia, antigament part de l'estat (principat) de Gwalior. Població el 1901: 4.093; el 2001: 28.213 habitants. La fortalesa està 70 metres per sobre de la ciutat. L'antiga Chanderi està a uns 15 km i es troba en ruïnes.
Generalment es considera que fou fundada pels chandela. Apareix esmentada per primer cop el 1030. El 1251 Ghiyath al-Din Balban la va capturar per compte del sultà Nasr al-Din Mahmud Shah (146-1266). El 1438 va passar a Mahmud Khilji I de Malwa, després d'un setge d'alguns mesos. El 1520 va caure en mans de Rana Sanga de Chitor que la va entregar a Medini Rai, el ministre rebel de Mahmud II de Malwa. Baber la va arrabassar a Medini Rai vers 1528. El 1540 va passar a Sher Shah Suri. Quan Malwa va caure en mans d'Akbar el Gran va esdevenir capçalera d'un sarkar de la suba de Malwa. Llavors tenia 14.000 cases de pedra i 1.200 mesquites. El 1586 la van ocupar els bundeles i la va posseir Ram Sah, un fill de Raja Madhukar d'Orchha. El 1680 Devi Singh Bundela fou nomenat governador i la seva família va conservar el fort. El raja era Mur Pahlad, que havia pujat al tron el 1802; el raja no podia controlar als thakurs que eren feudataris seus i feien expedicions a territoris veïns fins que Daulat Rao Sindhia el 1811 va enviar a ocupar l'estat a Jean Baptiste Filose. Mur Pahlad va poder conservar un petit jagir de 31 pobles. El 1829 Mur Pahlad es va revoltar però fou derrotat fàcilment; no obstant Mur Pahlad va rebre un terç de l'estat. Mur Pahlad va morir el 1842 i el va succeir el seu fill Mardan Singh. El 1844 Sindhia, després de la batalla de Maharajpur, va cedir als britànics els dos terços restants i elss seus drets a l'altra terç, com a garantia pel manteniment del contigent de Gwalior i amb aquest territori es va formar el districte de Chanderi amb una clàusula al tractat que estipulava que els drets sobirans del raja de Chanderi (que restaria vassall de Gwalior) s'haurien de respectar. El districte de Chanderi va ser reanomenat districte de Lalitpur (per tenir capital a Lalitpur) el 1861.
Durant el motí de 1857 el raja de Chanderi es va proclamar independent i va estendre el seu domini a parts del districte de Saugor, però fou expulsat aviat cap a Chanderi per Sir Hugh Rose el gener de 1858. Sur Hugh Rose va ocupar Chanderi el dia de Sant Patrici del 1858 després d'una lluita sagnant. Fins al 1861 va romandre en poder dels britànics però en aquest any fou cedida als Sindhia de Gwalior.

## Rages de Chanderi i Banpur
- Raja Ram Shah (d'Orccha 1592-1605) 1608-1612
- Raja Bharat Shah 1612-1646
- Raja Devi Singh 1646-1717
- Raja Duraj Singh 1717-1733
- Raja Durjan Singh 1733-
- Raja Man Singh ?-1760
- Raja Anirudh Singh 1760-1774
- Raja Hati Singh 1774-1778
- Raja Ram Chand 1778-1802
- Raja Parjapal 1802
- Raja Mur Pahlad 1802-1842 (raja de Chanderi)
- Raja Mardan Singh 1842-1858 (raja de Chanderi)
- Extinta la dinastia va passar a Gwalior